# Loftus Road
El Loftus Road Stadium es un estadio de fútbol ubicado en el distrito londinense de White City (Inglaterra, Reino Unido), en el que hace de local el club Queens Park Rangers del Football League Championship. Fue inaugurado en 1904 y tiene una capacidad de 18 439 espectadores.

## Historia
Fue inaugurado el 22 de octubre de 1904. Su primer dueño fue el Shepherd's Bush Football Club, equipo que desapareció en 1915. Dos años más tarde el Queens Park Rangers se hizo con el estadio.
En 1938 se reformó, construyéndose una grada cubierta para 6000 espectadores. El 5 de octubre de 1953 se inauguró la iluminación artificial en un partido contra el Arsenal. En 1968 se construyó la grada llamada South Africa Road Stand y dos años más tarde la Ellerslie Road Stand.
El 27 de abril de 1974 se registró el récord de asistencia, cuando 35 353 personas presenciaron un partido contra el Leeds United FC.
En 1980 se construyó la grada Loftus Road End. En 1994 se hizo la última remodelación y se pusieron asientos en todas las localidades, con lo que el Estadio pasó a tener un aforo de 18 200.
En 2002 el estadio fue usado también por el Fulham Football Club, mientras duraba la reconstrucción de su estadio (Craven Cottage), hasta el 30 de junio de 2004.
En 2019 el estadio fue renombrado como Kiyan Prince Foundation Stadium, luego de que el club donara los Derechos de denominación del estadio a la Kiyan Prince Foundation, organización de caridad destinada a educar sobre el peligro de los crímenes violentos, y que lleva dicho nombre en homenaje a Kiyan Prince, un futbolista juvenil del club que fue asesinado en el año 2006. El 25 de mayo de 2022, el club anuncio el cese de dicho convenio, volviendo el estadio a la denominación Loftus Road de cara a la temporada 2022-23.

## Arquitectura
Cada uno de los lados tiene un nombre: Loftus Road End (o The Loft), Ellerslie Road Stand, South Africa Road Stand y School End.

## Galería

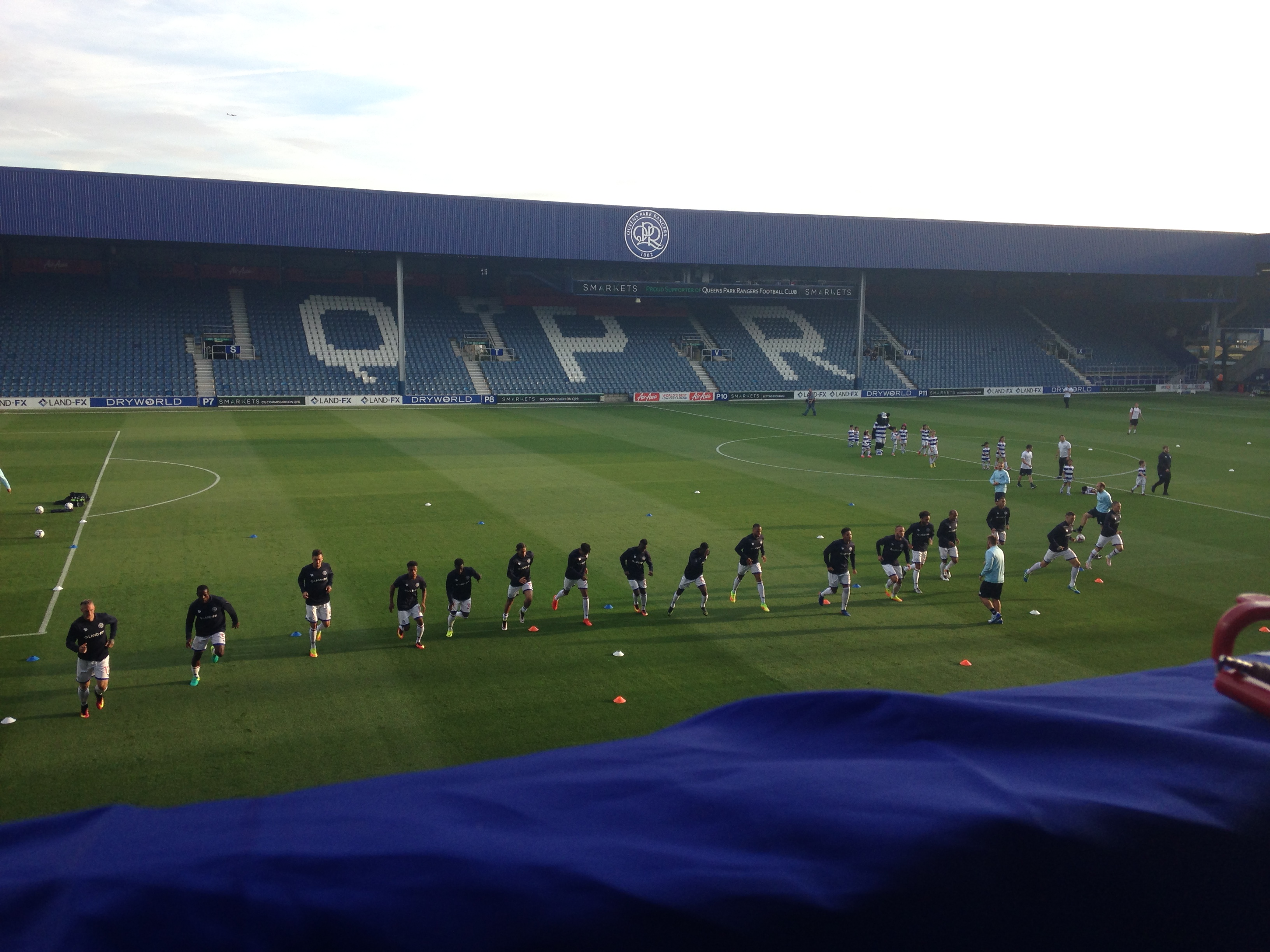
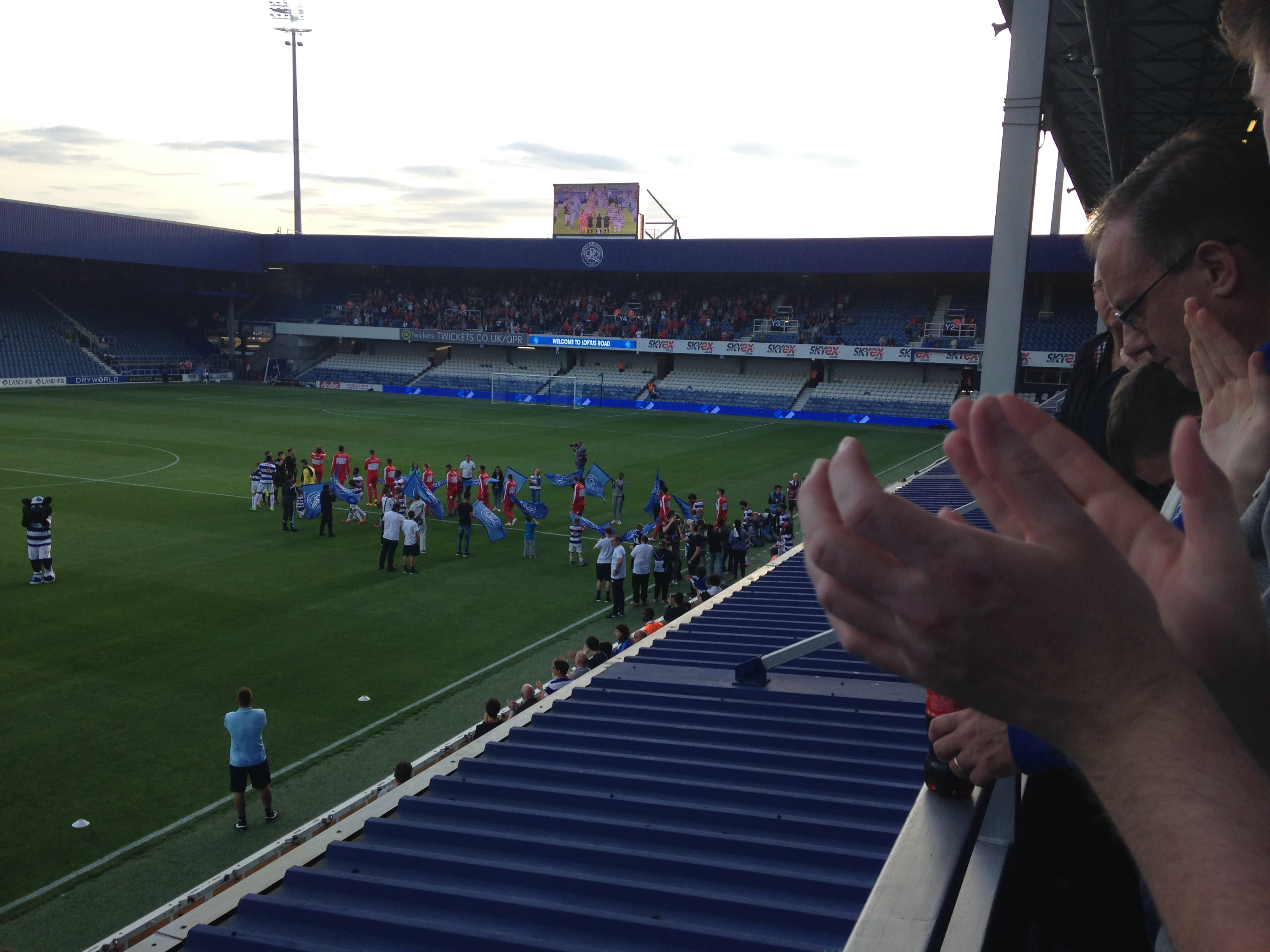
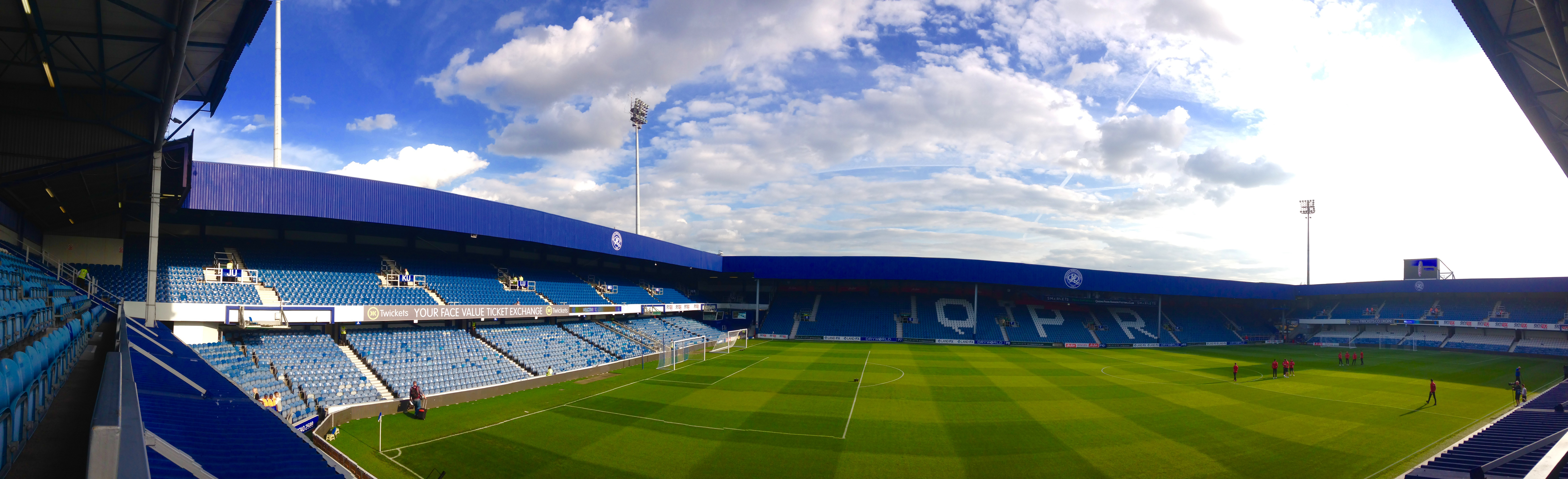